# Nakae Tōju
Nakae Tōju (中江 藤樹 (Trung Giang Đằng Thụ) ngày 21 tháng 4 năm 1608 – ngày 11 tháng 10 năm 1648) là nhà Nho phái Dương Minh học đầu thời Edo được mệnh danh là "Thánh nhân xứ Ōmi".
Nakae vốn là gia thần sống dưới thời Mạc phủ Tokugawa.  Ông dạy rằng đức tính cao nhất là lòng hiếu thảo (kō), và tuân theo điều này, đã từ bỏ chức vụ chính thức của mình vào năm 1634 để trở về quê nhà ở Takashima, Ōmi phụng dưỡng mẹ già. Tuy nhiên, ông phân biệt giữa sho-kō (tiểu hiếu) và dai-kō (đại hiếu): lòng hiếu thảo thấp hơn và lòng hiếu thảo lớn hơn. Sho-kō liên quan đến sự chăm sóc bình thường của con cái đối với cha mẹ; dai-kō liên quan đến quan niệm rằng cha mẹ loài người của chúng ta chính là con cái của cha mẹ thiêng liêng — do đó, nếu cha mẹ của một người sai, thì người ta nên khuyến khích họ quay trở lại với đức hạnh.
Ông không bình thường khi tin rằng lời dạy của ông sẽ hữu ích cho phụ nữ cũng như nam giới. Trong khi chấp nhận quan điểm tiêu chuẩn bấy giờ về phụ nữ thường thiếu những đức tính như lòng nhân ái và trung thực, ông lập luận: "Nếu tính cách của một người vợ lành mạnh và hiếu thảo, vâng lời, thông cảm và trung thực, thì... mọi thành viên trong gia đình cô ấy sẽ bình an và toàn bộ gia đình sẽ được yên ổn."
Nakae ban đầu tuân theo lời dạy của triết gia phái Chu Tử học Chu Hi, nhưng cuối cùng bị ảnh hưởng nhiều hơn bởi Vương Dương Minh (1472–1529), người đã lập luận cho tính ưu việt của trực giác con người hay lương tâm hơn trí tuệ: sự cải thiện đạo đức nảy sinh từ hành động dựa trên lương tâm (so sánh đạo đức của Aristotle). Nakae đã thêm một khía cạnh tôn giáo hơn vào "Cái học về trực giác của tâm trí" của Vương, gọi lương tâm con người là "ánh sáng thiêng liêng của thiên đường".  Các tác phẩm của Nakae cũng cung cấp cho những môn đồ (chẳng hạn như Kumazawa Banzan [1619–1691]) với "nền tảng đạo đức cho hành động chính trị".

## Tác phẩm chọn lọc
Trong một tổng quan thống kê có nguồn gốc từ các tác phẩm của chính Nakae Tōju hay những tác giả khác viết về ông, OCLC/WorldCat đã liệt kê bao gồm khoảng hơn 130 tác phẩm trong 200 ấn phẩm bằng 5 thứ tiếng và hơn 740 thư viện.
Đây là một danh sách chưa hoàn tất, và có thể sẽ không bao giờ thỏa mãn yêu cầu hoàn tất. Bạn có thể đóng góp bằng cách mở rộng nó bằng các thông tin đáng tin cậy.
- 1650 -- Ông vấn đáp (Okina mondō).[4]
- 藤樹遺稿 (1795)
- 翁問答 (1831)
- 藤樹全書: 中江藤樹先生遺稿 (1893)
- 中江藤樹文集 (1914)
- 孝經五種 (1925)
- Nakae Tōju sensei zenshu (1928)
- 鑑草; 附・春風; 陰騭 (1939)
- 藤樹先生全集 (1940)
- 中江藤樹・熊沢蕃山集 (1966)
- 中江藤樹 (1974)
- 中江藤樹・熊沢蕃山 (1976)